# Crawford, Texas
Crawford là một thị trấn thuộc quận McLennan, tiểu bang Texas, Hoa Kỳ. Năm 2010, dân số của thị trấn này là 717 người.

## Dân số
- Dân số năm 2000: 705 người.
- Dân số năm 2010: 717 người.